# Rende
Rende község (comune) Olaszország Calabria régiójában, Cosenza megyében.

## Fekvése
A település a Crati folyó mentén elterülő dombvidéken fekszik, a megye központi részén. Határai: Castiglione Cosentino, Castrolibero, Cosenza, Marano Marchesato, Marano Principato, Montalto Uffugo, Rose, San Fili, San Pietro in Guarano, San Vincenzo La Costa és Zumpano.

## Története
A települést az enotrik alapították i. e. 520 körül Aryntha néven. A Római Birodalom idején Aruntia néven volt ismert (jelentése erődök városa). A 19. század elején, amikor a Nápolyi Királyságban felszámolták a feudalizmust, önálló község lett.

## Népessége
A népesség számának alakulása:

## Főbb látnivalói
- Santa Maria di Costantinopoli-templom
- Botanikus kert